# Cyd Charisse
Tula Ellice Finklea (Amarillo, Texas, 8 de marzo de 1922 - Los Ángeles, 17 de junio de 2008), conocida como Cyd Charisse, fue una bailarina y actriz estadounidense, famosa por su participación como bailarina en algunos de los musicales más exitosos y populares de Hollywood, como Cantando bajo la lluvia o Melodías de Broadway. Dejó de bailar en películas a finales de la década de 1950, pero continuó actuando en cine y televisión, y en 1991 hizo su debut en Broadway. En sus últimos años, discutió la historia del musical de Hollywood en documentales y apareció en That's Entertainment! III en 1994. Fue galardonada con la Medalla Nacional de las Artes y las Humanidades en 2006.

## Biografía

### Primeros años
Cyd Charisse nació como Tula Ellice Finklea en Amarillo (Texas), hija de Lela (de soltera Norwood) y Ernest Enos Finklea Sr., que era joyero. Su apodo "Sid" lo tomó de su hermano mayor Ernest E. Finklea Jr, que intentaba decir "Sis". Más tarde recibió la grafía de "Cyd" por Arthur Freed.
Era una niña enfermiza que empezó a tomar clases de baile a los seis años para reponer fuerzas tras un ataque de poliomielitis. A los 12, estudió ballet en Los Ángeles con Adolph Bolm y Bronislava Nijinska, y a los 14, se presentó a una audición y posteriormente bailó en el Ballet Russe de Monte-Carlo como "Felia Siderova" y, más tarde, "Maria Istomina".  Se formó en la Escuela Profesional de Hollywood. llegó a formar parte del Ballet Ruso de Sergei Diaghilev, con seudónimos como Felia Sidorova y María Istomina.
Durante una gira europea, se reencontró con Nico Charisse, un joven bailarín con el que había estudiado durante un tiempo en Los Ángeles. Se casaron en París en 1939 y tuvieron un hijo, Nicky.

## Carrera

### Primeras películas
Charisse apareció sin acreditar en algunas películas como Escort Girl] (1941) y estuvo en un corto para Warner Bros, The Gay Parisian (1942).
El estallido de la Segunda Guerra Mundial provocó la disolución de la compañía de ballet, y cuando Charisse regresó a Los Ángeles, David Lichine le ofreció un papel de bailarina en Something to Shout About] (1943) de Gregory Ratoff en Columbia. Esto atrajo la atención del coreógrafo Robert Alton -quien también había descubierto a Gene Kelly- y pronto se unió a Freed Unit en Metro-Goldwyn-Mayer, donde se convirtió en la bailarina de ballet residente de MGM.
Posteriormente decidió intentar trabajar como actriz en la industria cinematográfica, y para ello eligió cambiar su nombre a Cyd, a partir del apelativo con el que la llamaba su hermano: Syd (del inglés sister). Era una niña enfermiza que comenzó a tomar clases de baile a los seis años para recuperar fuerzas después de un ataque de polio. A los 12, estudió ballet en Los Ángeles con Adolph Bolm y Bronislava Nijinska, y a los 14, hizo una audición y posteriormente bailó en el Ballets Russes de Monte-Carlo como «Felia Siderova» y después, «Maria Istomina». Fue educada en la Escuela Profesional de Hollywood. Cuando en 1939 (con 18 años) se casó con su profesor de baile Nico Charisse, decidió adoptar su apellido también en el nombre profesional.
En 1948 volvió a casarse con el actor y cantante Tony Martin, con el que mantuvo sesenta años de matrimonio, hasta su fallecimiento (un récord en parejas de Hollywood). Tuvo dos hijos: Nick Charisse, de su primer matrimonio, y Tony Martin Jr. del segundo. Su sobrina es la actriz Nana Visitor, y Liv Lindeland, Playmate de la revista Playboy en 1971, es su nuera.
Escribió una autobiografía conjunta con su marido, titulada The two of us (Nosotros dos), y en 2001 entró a formar parte del Libro Guinness de los Récords en la categoría de «Piernas más valiosas», dado que en 1952 firmó un seguro por valor de 5 millones de dólares para protegerlas, superando así el récord de su antecesora, Betty Grable.

## Carrera profesional
Charisse actuó en varios dúos con famosos bailarines como Fred Astaire o Gene Kelly. Su obra incluye dos de las secuencias más aclamadas de la historia de los musicales: el ballet de «Broadway Melody» en Cantando bajo la lluvia y el «Girl Hunt Ballet» en Melodías de Broadway (The Band Wagon). La voz de Charisse era normalmente doblada en las canciones de sus películas, generalmente por la cantante India Adams.
Su debut en Hollywood fue en Something to shout about (Algo por lo que gritar), de 1943, tras lo cual pasó un tiempo haciendo pequeños papeles secundarios en películas como Mission To Moscow (1943), The Harvey Girls (1946), Ziegfeld Follies (1946), Fiesta (1947), junto a Esther Williams y Ricardo Montalbán, o En una isla contigo (1948).
En los años 50 su carrera dio un importante giro cuando firmó un contrato con la Metro Goldwyn Mayer y comenzó a tener papeles más importantes en películas de diversos géneros, aunque principalmente musicales. En esa época participó en Cantando bajo la lluvia, Melodías de Broadway, Brigadoon, Siempre hace buen tiempo o La bella de Moscú. Pasada la época dorada de los musicales, las apariciones de Cyd Charisse en pantalla disminuyeron. En los años 60 grabó varias películas, entre las que destaca Dos semanas en otra ciudad y Something's Got to Give, donde compartía créditos con Marilyn Monroe y Dean Martin. Esta quedó inconclusa por el deceso de Monroe. En 1967 se retiró del cine, salvo por esporádicas apariciones en películas como Los Conquistadores de Atlantis, de ciencia ficción.

### Primeros papeles en MGM
Charisse hizo algunas apariciones no acreditadas en Misión a Moscú (1943) (como bailarina de ballet) y en Thousands Cheer (1943). Fue prestada por la Warner para In Our Time (1944), interpretando a una bailarina.
Fue bailarina en Ziegfeld Follies (producida en 1944 y estrenada en 1946), bailando con Fred Astaire. Las críticas fueron positivas y Charisse obtuvo su primer papel como actriz de reparto secundando a Judy Garland en la película de 1946 Las chicas Harvey.
Le siguió Three Wise Fools] (1946) y bailó con Gower Champion "Smoke Gets in Your Eyes" en Till the Clouds Roll By (1946). También tuvo un papel secundario en el musical de Esther Williams Fiesta'] (1947).

### Fama creciente

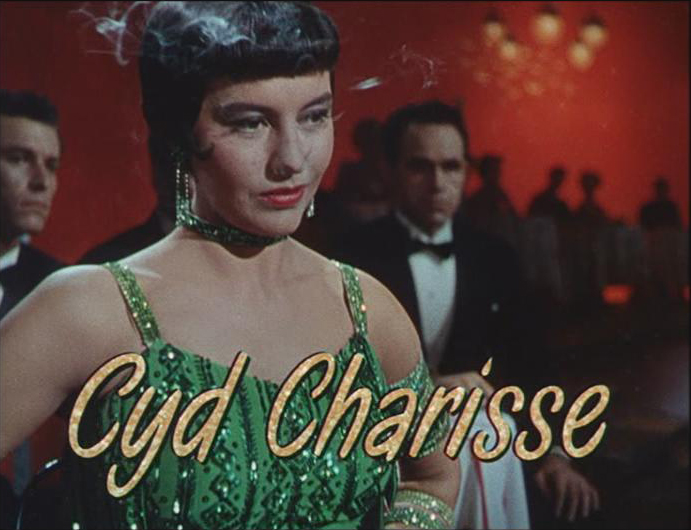
Charisse en Singin' in the Rain (1952)

Charisse tuvo un segundo papel en El baile inacabado (1947) junto a Margaret O'Brien, pero la película fue un fracaso de taquilla. Tuvo un buen papel secundario en En una isla contigo (1948) con Williams y bailó en El bandido que besa (1948). Tuvo un papel secundario en Palabras y música (1948).
Charisse tuvo otra oportunidad en una película de serie "B", Tension (1950), donde ocupó el tercer puesto, pero fue una decepción en taquilla. Apareció en quinto lugar en la prestigiosa East Side, West Side (1949) y fue contratada por Universal para interpretar a la protagonista femenina de La marca del renegado (1951).
De vuelta a MGM, Charisse fue la protagonista de El salvaje norte (1951) con Stewart Granger, que fue un gran éxito. Como Debbie Reynolds no tenía formación como bailarina, Kelly eligió a Charisse para formar pareja en el célebre ballet final "Melodía de Broadway" de Cantando bajo la lluvia (1952), que fue reconocido poco después de su estreno como uno de los mejores musicales de todos los tiempos.
Más recientemente apareció en vídeos musicales, por ejemplo I Want To Be Your Property de Blue Mercedes o Alright de Janet Jackson; en este último daba unos pasos de baile. En 1990 grabó un vídeo de fitness para personas de avanzada edad (ella tenía 69 años en ese momento), titulado Easy Energy Shape Up (que se puede traducir como Puesta a punto de baja intensidad, aproximadamente). Además, apareció en documentales que retratan la época dorada de los estudios de Hollywood.

### Estrellato
Charisse tuvo un papel importante en Sombrero (1953), así como el papel femenino principal en The Band Wagon (1953), donde bailó con Astaire en las aclamadas rutinas "Bailando en la oscuridad" y "Chica caza ballet". Dirigió Vincente Minnelli. La crítica Pauline Kael dijo que "cuando la embadurnada Charisse envuelve a Astaire con sus fenomenales piernas, se le puede perdonar todo, incluso sus tres minutos de ballet 'clásico' y el hecho de que lea sus líneas como si las hubiera aprendido fonéticamente." La película fue otro clásico pero perdió dinero para MGM.
Charisse tuvo un cameo en Fácil de amar (1953) y luego coprotagonizó con Kelly la película musical de temática escocesa Brigadoon (1954), dirigida por Minnelli. Fue una decepción de taquilla. Volvió a interpretar el papel principal femenino (junto a Kelly) en su musical de MGM It's Always Fair Weather (1955), que perdió dinero. Entremedias hizo una aparición en Profundo en mi corazón (1954).
Charisse coprotagonizó junto a Dan Dailey Meet Me in Las Vegas (1956), que obtuvo 3,7 millones de dólares en taquilla, con unos costes de producción de 2,4 millones de dólares.  Se reunió de nuevo con Astaire en la versión cinematográfica de La bella de Moscú (1957), un remake musical de la película de 1939 Ninotchka, con Charisse asumiendo el papel de Greta Garbo. Astaire rindió homenaje a Charisse en su autobiografía, llamándola "hermosa dinamita" y escribiendo: "¡Esa Cyd! Cuando has bailado con ella te quedas bailando con ella. " La película tuvo una buena acogida, pero supuso una pérdida de dinero para MGM.
En su autobiografía, Charisse reflexionaba sobre su experiencia con Astaire y Kelly:
Como una de las pocas chicas que trabajaron con estos dos genios del baile, creo que puedo hacer una comparación sincera. En mi opinión, Kelly es el coreógrafo más inventivo de los dos. Astaire, con la ayuda de Hermes Pan, crea números fabulosos para él y su pareja. Pero Kelly puede crear un número entero para otra persona... Creo, sin embargo, que la coordinación de Astaire es mejor que la de Kelly... su sentido del ritmo es asombroso. Kelly, por otro lado, es el más fuerte de los dos. Cuando te levanta, te levanta... En resumen, diría que son los dos mejores bailarines que han aparecido en la pantalla. Pero es como comparar manzanas y naranjas. Las dos son deliciosas.
Charisse tuvo un papel serio poco habitual en Party Girl (1958), donde interpretaba a una corista que se involucraba con gánsteres y un abogado corrupto, aunque incluía dos rutinas de baile. Fue mucho más rentable para MGM que sus musicales.
Se fue a Universal para coprotagonizar junto a Rock Hudson Crepúsculo para los dioses (1958).
MGM quería a Charisse para el papel de Eve Kendall en North by Northwest (1959), pero Alfred Hitchcock quería a Eva Marie Saint.

## Muerte
Charisse ingresó en el Cedars-Sinai Medical Center en Los Ángeles, California el 16 de junio de 2008 después de haber sufrido, aparentemente, un ataque cardiaco. Murió en la mañana siguiente a la edad de 86 años.

## Filmografía selecta
- Ziegfeld Follies, 1946
- The Harvey Girls, 1946
- Hasta que las nubes pasen, 1946
- La Marca del Renegado, 1951
- Norte salvaje, 1952
- Cantando bajo la lluvia, 1952
- Melodías de Broadway, 1953
- Brigadoon, 1954
- Cita en las Vegas, 1956
- La bella de Moscú, 1957

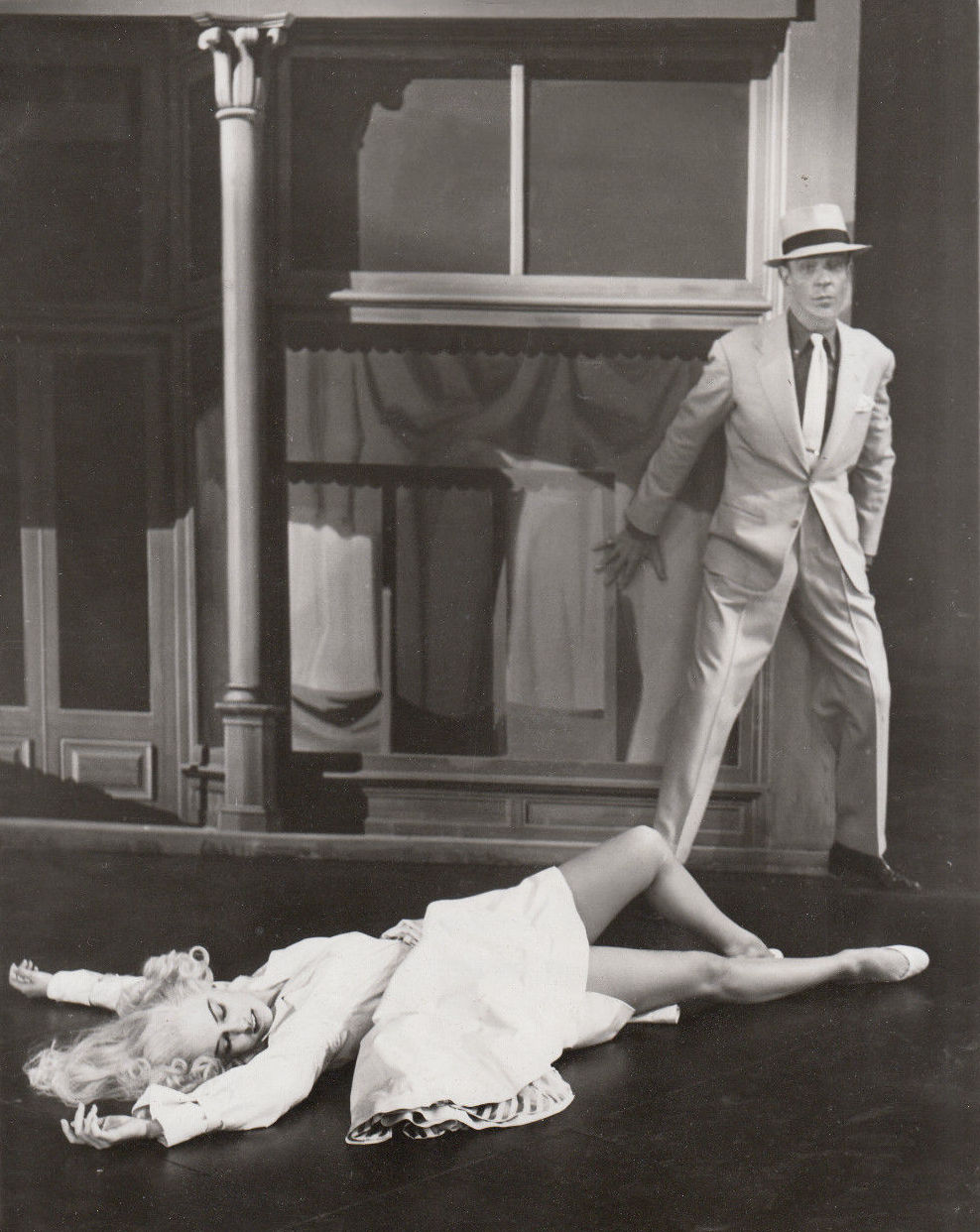
Cyd Charisse en el musical Melodías de Broadway (1953), las piernas de Charisse fueron aseguradas por USD$ 5 millones por ser consideradas las piernas más valiosas de Hollywood.

- El crepúsculo de los audaces, 1958
- Party girl, 1958
- Something's Got to Give, 1962 (Película inacabada por la trágica muerte de Marilyn Monroe)
- Dos semanas en otra ciudad, 1962
- Los silenciadores, 1966
- Los conquistadores de Atlantis, 1978